# Giacomo Carissimi
Giacomo Carissimi est un compositeur italien, baptisé à Marino, près de Rome, le 18 avril 1605 et mort à Rome le 12 janvier 1674.
Il est l'un des plus éminents compositeurs de la période baroque et l'un des principaux représentants de l'école romaine.
Il est également l'un des premiers compositeurs qui ont créé le genre d'oratorio (appelé dialoghi (dialogues) avant 1640). 
Sa vie est mal connue et seuls les évènements les plus importants sont certains. Il reste, pour ses héritiers, le plus grand compositeur du XVIIe siècle, « le plus grand compositeur que l'Italie ait produit » d'après Pierre Bourdelot et Pierre Bonnet en 1715.

## Biographie

### Enfance et formation
Son père, Amico (1548-1633) exerce la profession de tonnelier. Il se marie avec Livia (1565-1622), le 14 mai 1595. Ils ont 7 enfants dont le cadet est Giacomo. La date de sa naissance, à Marino près de Rome, n'est pas connue : elle se situe en 1605 ou, au plus tôt, en 1604. Orphelin à l'âge de 10 ans, il semble être recueilli par l'une des institutions pour enfants pauvres dispensant un enseignement musical. À 18 ans, il étudie le chant et l'orgue à la cathédrale San Lorenzo de Tivoli puis en devient l'organiste deux ans plus tard. À 22 ans, il s'établit à Assise, où il exerce la fonction de maître de chapelle à la cathédrale San Rufino entre 1628 et 1629.

### Rome et leCollegio germanico
À 24 ans, il s'installe à Rome où il devient maître de chapelle à l'église de Sant'Apollinare attachée au Collegium Germanicum et Hungaricum de 1629 à sa mort. Invité à Venise et à Vienne, il décline les postes proposés. Il a de nombreux élèves dont Marc-Antoine Charpentier, Alessandro Scarlatti, Christoph Bernhard, Philipp Jacob Baudrexel (de), Giovanni Maria Bononcini et Giovanni Paolo Colonna.

## Style et héritage musical
Choisi comme maître de la chapelle pontificale en 1649, il introduit dans les églises l'accompagnement de la musique instrumentale. Il est le premier à employer la cantate pour des sujets religieux. Il rencontre en 1656 la reine Christine de Suède en exil et compose de nombreuses pièces profanes en son honneur.

## Œuvres
Après son décès en 1674, le pape Clément X fait interdire de vendre les manuscrits de Carissimi. Or, la plupart de ses œuvres romaines ne sont connues que par des copies, les autographes ayant été dispersés ou détruits après la dissolution de l'ordre des jésuites en 1773. Les œuvres qui nous sont parvenues (environ 280) sont des messes, des oratorios, des motets et des cantates. Les plus remarquées ont été les oratorios Jephté (ou Histoire de Jephté, basé sur la promesse de sacrifice faite par Jephté, et composé vers 1648) et le Jugement de Salomon, ainsi que son motet Turbabuntur impii. Il restera un compositeur apprécié, spécialement par Haendel (qui vécut au siècle suivant), ou par le prêtre et musicologue Sébastien de Brossard († 1730, lui-même maître de chapelle et compositeur). Ce dernier fera figurer quelques oratorios et motets de Carissimi dans sa célèbre collection, actuellement conservée à la Bibliothèque nationale de France (à qui il en avait fait don). Certains d'entre eux restent des exemplaires uniques de ce compositeur. Carissimi a composé au moins deux opéras, Giuditta (Rome, 1656) et Il sacrificio d'Isaaco (Rome, 1656), tous deux perdus.

### Oratorio
- Historia di Jephte, pour 6 voix[2] (bibliothèque nationale de France, manuscrit VM1-1477) [manuscrit en ligne]
- Historia di Jonas, pour 2 chœurs, 2 violons et basse
- Historia di Abraham et Isaac, à 5 voix et continuo
- Historia di Baltazar, à 5 voix, 2 violons et continuo
- Historia divitis (Dives malus) (Histoire du Riche, ou Le Mauvais Riche), à 2 chœurs, 2 violons et basse
- Vir frugi et pater familias (L'Homme sage et le père de famille)
- Judicium Salomonis (Le Jugement de Salomon), à 3 chœurs, 2 violons et continuo (pourrait aussi être d'Antonio Cesti)
- Vanitas Vanitatum, à 5 voix, 2 violons et continuo
- David et Jonathas à 5 voix, 2 violons et continuo
- Judicium Extremum (Le Jugement dernier), pour solistes, 3 chœurs, 2 violons et continuo
- La Plainte des Damnés, à 3 chœurs, 2 violons et continuo
- Oratorio Della Santissima Vergine

### Cantates
- Piangete, aure, piangete, cantate pour soprano et continuo
- Così volete, così sarà, cantate pour soprano et continuo (1640)
- Vittoria, mio core (Amante sciolto d'amore), cantate pour soprano et continuo (1646)
- Ferma Lascia Ch'Io Parli (Lamento della Regina Maria Stuarda), cantate pour soprano et continuo (1650)
- Sciolto havean dall'alte sponde (I naviganti), cantate pour 2 sopranos, baryton et continuo (1653)
- Apritevi inferni (Peccator penitente), cantate pour soprano et continuo (1663)

### Motets
- Lamentationes Jeremiae Prophetae, motet pour mezzo-soprano, soprano et continuo
- Ardens est cor nostrum, motet pour soprano, alto, ténor, basse et continuo (1664)
- Desiderata nobis, motet pour alto, ténor, basse et continuo (1667)
- Exurge, cor meum, in cithara, motet pour soprano, 2 violins, viole et continuo (1670)
- Exulta, gaude, filia Sion, motet pour 2 sopranos et continuo (1675)

## Sources
- Marie-Nicolas Bouillet  et Alexis Chassang (dir.), « Giacomo Carissimi » dans Dictionnaire universel d’histoire et de géographie, 1878 (lire sur Wikisource)
- Bibliographie universelle des musiciens et bibliographie générale de la musique, par J.Fetis, deuxième édition, librairie de Firmin Didot frères, Fils et compagnie Tome 2, 1867, page 188-191.